# Transformación de Möbius
En geometría, una transformación de Möbius es una función de la forma:
{\displaystyle f(z)={\cfrac {az+b}{cz+d}}}
donde z, a, b, c, d son números complejos que verifican que ad − bc ≠ 0.
Una transformación de Möbius puede verse en el plano complejo como la composición de una proyección estereográfica del plano sobre la esfera, seguida de una rotación o desplazamiento de la esfera a una nueva localización y finalmente una proyección estereográfica, esta vez de la esfera al plano. 
Como veremos más abajo, será más natural considerar directamente las transformaciones de Möbius como transformaciones de la esfera de Riemann (i.e. del plano complejo aumentado con un punto en el infinito {\displaystyle {\widehat {\mathbb {C} }}=\mathbb {C} \cup \{\infty \}}).
Las transformaciones de Möbius reciben su nombre en honor a August Ferdinand Möbius, aunque también se nombran como transformaciones especiales conformes, 
transformaciones racionales lineales o transformaciones homográficas.

## El grupo de las transformaciones de Möbius
Una transformación de Möbius puede extenderse de modo natural a un biholomorfismo (o sea, una aplicación conforme y biyectiva) de la esfera de Riemann. 
Para que dicha transformación quede definida en toda la esfera de Riemann, seguiremos los siguientes convenios con el punto del infinito:
- -d/c se aplicará en {\displaystyle \infty },
- {\displaystyle \infty } se aplicará en a/c.

El conjunto de estas transformaciones definidas sobre la esfera de Riemann forma un grupo bajo la composición de funciones llamado el grupo de Möbius.
Este grupo, a su vez, puede dotarse con la estructura de variedad compleja de modo que la composición y la inversión sean aplicaciones holomorfas. Dicho de otro modo: el grupo de Möbius se convierte así en un grupo de Lie complejo.